# Little Boston
Little Boston az Amerikai Egyesült Államok északnyugati részén, Washington állam Kitsap megyéjében, a Port Gamble S’Klallam rezervátumban elhelyezkedő önkormányzat nélküli település.

## Történet
1848-ban, Oregon Territórium megalapításakor a s’klallam törzs tagjai a Port Gamble-öböl nyugati oldalán fekvő falvakban éltek. 1853-ban Josiah Keller megnyitotta a Puget Mill Co. fűrészüzemét. Keller kérte az indiánokat, hogy költözzenek távolabb, ezáltal megindulhatott a kitermelés. Az őslakosok a területért cserébe építő- és fűtőanyagot, valamint karácsonyi ajándékokat kaptak; köztük sokan az üzemben dolgoztak. Később a régióban több fűrészüzem is nyílt, és a teljes területen végeztek kitermelést.
Az 1855. január 26-i egyezmény a s’klallam törzset rezervátumba kényszerítette volna, azonban többségük nem költözött el.
Little Bostont egy hajóskapitány nevezte el. A település faházai az áradások miatt cölöpökön álltak; a vízellátást egy fából készült csatorna biztosította.
Egyes indiánok saját vagyonukból vagy az Indian Homestead Act részeként jutottak telekhez, azonban a gazdasági válság során sokan nem tudták fizetni az adókat.
Az 1934-es Indian Reorganization Act részeként a szövetségi kormány területeket vásárolt fel; a S’Klallam rezervátumot 1938. június 16-án alapították.

## Fordítás
Ez a szócikk részben vagy egészben  a   Little Boston, Washington című angol Wikipédia-szócikk ezen változatának fordításán alapul.  Az eredeti cikk szerkesztőit annak laptörténete sorolja fel. Ez a jelzés csupán a megfogalmazás eredetét és a szerzői jogokat jelzi, nem szolgál a cikkben szereplő információk forrásmegjelöléseként.